# Isabella Maria d'Este
Isabella Maria d'Este (Ferrara, 14 giugno 1519 – Ferrara, 14 giugno 1519) era l'ultima figlia di Alfonso I d'Este e della seconda moglie Lucrezia Borgia. Il suo nonno materno era papa Alessandro VI e suo zio Cesare Borgia. I suoi nonni paterni erano Ercole I d'Este ed Eleonora d'Aragona, figlia di Ferdinando I di Napoli.

## Biografia

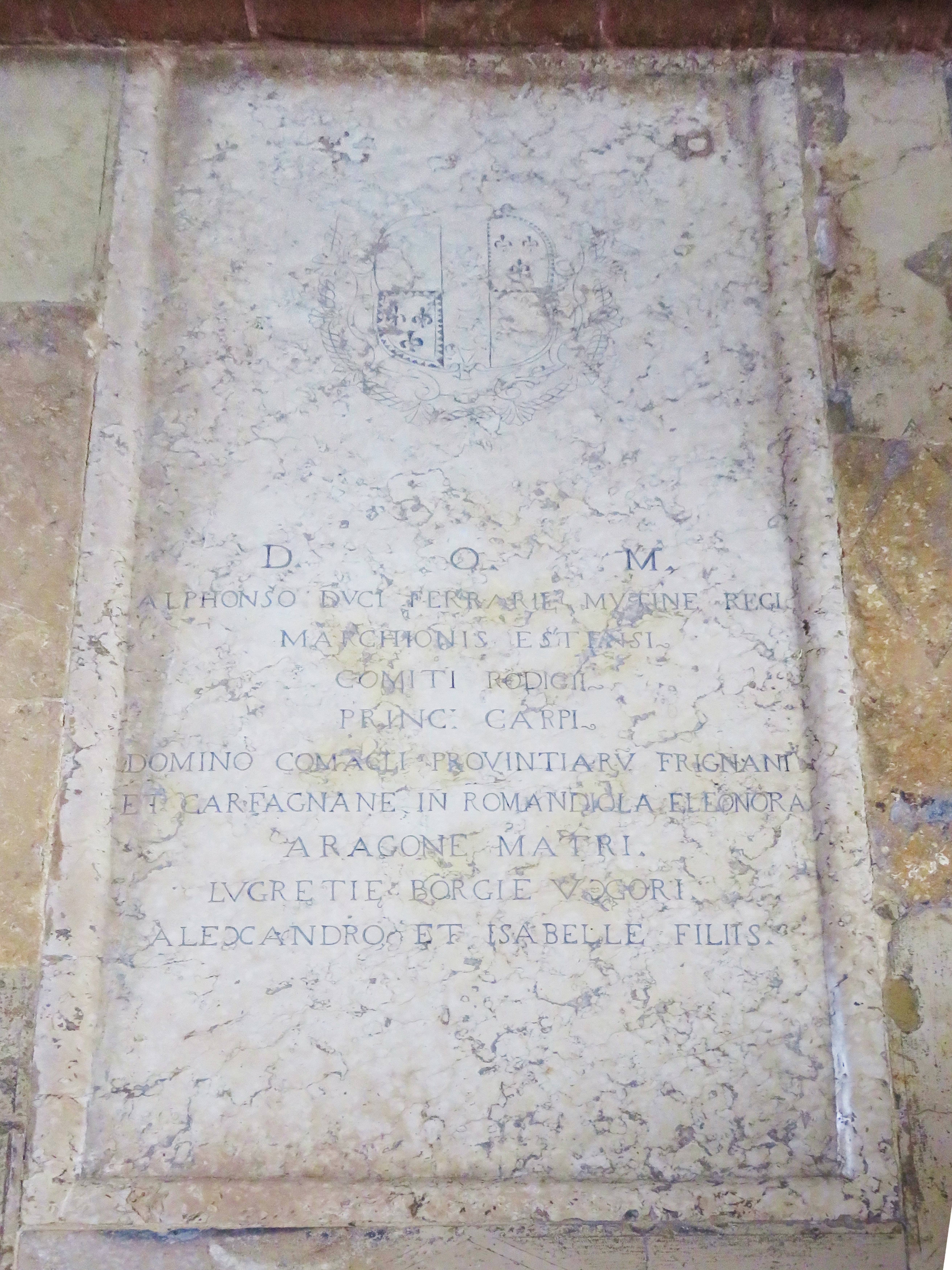
Tomba di Alfonso d'Este, Lucrezia Borgia e alcuni figli, nel Monastero del Corpus Domini.

La bambina fu chiamata Isabella in onore della zia paterna Isabella d'Este, sposata a Francesco II Gonzaga. Nacque debolissima a Ferrara il 14 giugno 1519 e temendo che potesse morire il giorno stesso, come infatti avvenne, il padre Alfonso la fece subito battezzare: i suoi padrini furono Eleonora della Mirandola e il conte Alexandro Serafino.
La madre Lucrezia, già molto debole per tutto il periodo della gravidanza, nel darla alla luce cadde in profonda prostrazione e le sue condizioni apparvero subito gravi. Dopo un paio di giorni in cui sembrò riprendere le forze, peggiorò di nuovo e il 24 dello stesso mese morì.
La piccola principessa Isabella Maria, secondo alcune fonti meno credibili, visse due anni con le precarie condizioni di salute che la portarono alla morte nel 1521 nel castello di Ferrara. Studi ben più accreditati e recenti indagini genealogiche e storiche ritengono comunque più credibile che Isabella Maria morì il giorno stesso della sua nascita. È sepolta a Ferrara nel Monastero del Corpus Domini nella tomba in cui si trova anche la madre Lucrezia Borgia, deceduta dieci giorni dopo per i postumi del parto, il fratello Alessandro d'Este e altri componenti della famiglia. Il fratello maggiore Ercole ereditò il titolo dal padre diventando duca di Ferrara. Anche i fratelli maggiori Ippolito, Eleonora e Francesco raggiunsero l'età adulta e sopravvissero al padre.

## Ascendenza
|                       |                         |                              | Genitori                |  |  | Nonni |  |  | Bisnonni           |  |  | Trisnonni        |  |
|                       |                         |                              |                         |  |  |       |  |  | Niccolò III d'Este |  |  | Alberto V d'Este |  |
|                       |                         |                              |                         |  |  |       |  |  | Niccolò III d'Este |  |  | Alberto V d'Este |  |
|                       |                         | Isotta Albaresani            |                         |  |  |       |  |  | Niccolò III d'Este |  |  |                  |  |
| Ercole I d'Este       |                         |                              |                         |  |  |       |  |  | Niccolò III d'Este |  |  |                  |  |
|                       |                         | Ricciarda di Saluzzo         | Tommaso III di Saluzzo  |  |  |       |  |  |                    |  |  |                  |  |
|                       |                         | Ricciarda di Saluzzo         | Tommaso III di Saluzzo  |  |  |       |  |  |                    |  |  |                  |  |
|                       |                         | Ricciarda di Saluzzo         | Margherita di Roucy     |  |  |       |  |  |                    |  |  |                  |  |
| Alfonso I d'Este      |                         | Ricciarda di Saluzzo         |                         |  |  |       |  |  |                    |  |  |                  |  |
|                       |                         | Ferdinando I di Napoli       | Alfonso I di Napoli     |  |  |       |  |  |                    |  |  |                  |  |
|                       |                         | Ferdinando I di Napoli       | Alfonso I di Napoli     |  |  |       |  |  |                    |  |  |                  |  |
|                       |                         | Ferdinando I di Napoli       | Gueraldona Carlino      |  |  |       |  |  |                    |  |  |                  |  |
| Eleonora d'Aragona    |                         | Ferdinando I di Napoli       |                         |  |  |       |  |  |                    |  |  |                  |  |
|                       |                         | Isabella di Chiaromonte      | Tristano di Chiaromonte |  |  |       |  |  |                    |  |  |                  |  |
|                       |                         | Isabella di Chiaromonte      | Tristano di Chiaromonte |  |  |       |  |  |                    |  |  |                  |  |
|                       |                         | Isabella di Chiaromonte      | Caterina di Taranto     |  |  |       |  |  |                    |  |  |                  |  |
| Isabella Maria d'Este |                         | Isabella di Chiaromonte      |                         |  |  |       |  |  |                    |  |  |                  |  |
|                       | Jofré Llançol i Escrivà | Rodrigo Gil de Borja         |                         |  |  |       |  |  |                    |  |  |                  |  |
|                       | Jofré Llançol i Escrivà | Rodrigo Gil de Borja         |                         |  |  |       |  |  |                    |  |  |                  |  |
|                       | Jofré Llançol i Escrivà | Sibila de Oms                |                         |  |  |       |  |  |                    |  |  |                  |  |
| Papa Alessandro VI    | Jofré Llançol i Escrivà |                              |                         |  |  |       |  |  |                    |  |  |                  |  |
|                       |                         | Isabel de Borja y Cavanilles | Domingos de Borja       |  |  |       |  |  |                    |  |  |                  |  |
|                       |                         | Isabel de Borja y Cavanilles | Domingos de Borja       |  |  |       |  |  |                    |  |  |                  |  |
|                       |                         | Isabel de Borja y Cavanilles | Francisca Marti         |  |  |       |  |  |                    |  |  |                  |  |
| Lucrezia Borgia       |                         | Isabel de Borja y Cavanilles |                         |  |  |       |  |  |                    |  |  |                  |  |
|                       |                         | Giacomo Conte dei Cattanei   | …                       |  |  |       |  |  |                    |  |  |                  |  |
|                       |                         | Giacomo Conte dei Cattanei   | …                       |  |  |       |  |  |                    |  |  |                  |  |
|                       |                         | Giacomo Conte dei Cattanei   | …                       |  |  |       |  |  |                    |  |  |                  |  |
| Vannozza Cattanei     |                         | Giacomo Conte dei Cattanei   |                         |  |  |       |  |  |                    |  |  |                  |  |
|                       |                         | Mencia Pinctoris             | …                       |  |  |       |  |  |                    |  |  |                  |  |
|                       |                         | Mencia Pinctoris             | …                       |  |  |       |  |  |                    |  |  |                  |  |
|                       |                         | Mencia Pinctoris             | …                       |  |  |       |  |  |                    |  |  |                  |  |
|                       |                         | Mencia Pinctoris             |                         |  |  |       |  |  |                    |  |  |                  |  |